# Ён, Стивен
Стивен Ён (англ. Steven Yeun, кор. 스티븐 연, 21 декабря 1983, Сеул, Республика Корея) — американский актёр корейского происхождения, известный по роли Гленна Ри в телесериале «Ходячие мертвецы». За главную роль Джейкоба Ли в картине «Минари» Ён получил номинации на премии Американской киноакадемии «Оскар» и Американской Гильдии киноактёров в категории «Лучший актёр», став первым американским актёром корейского происхождения, номинированным на эти награды. В 2024 году стал двукратным обладателем премий «Эмми», «Золотой глобус» и «Выбор критиков» за продюсирование и исполнение главной роли в мини-сериале Netflix «Грызня».

## Ранняя жизнь и образование
Стивен Ён родился в Сеуле, в возрасте около пяти лет он вместе с семьёй переехал в Северную Америку. Сначала семья Ён поселилась в канадском городе Реджайна, но вскоре переехала в США и осела в пригороде Детройта, городе Трой. В Детройте семья Ёнов основала сеть салонов красоты. В 2005 году Стивен Ён окончил колледж Каламазу, где изучал психологию. Ещё на первом курсе он, познакомившись с работой студенческой импровизационной группы, заинтересовался актёрской профессией. Проучившись год в студенческом драмкружке, он на втором курсе стал членом труппы Monkapult, параллельно играл в театре.

## Карьера

### 2005—2009: Ранняя карьера
Когда Стивен сообщил родителям после окончания колледжа, что не планирует становиться врачом или юристом, а хочет попробовать себя в жанре импровизационной комедии, они поддержали сына и дали ему два года, чтобы окончательно определиться со своим будущим.
В 2005 году, вскоре после окончания колледжа, Ён переехал в Чикаго, вслед за товарищем по колледжу Джорданом Клеппером, который устроил его в гастрольный состав известной чикагской импровизационной группы The Second City. Ён обучался в группе мастерству импровизации, с 2007 года сам стал преподавать. Одновременно он выступал в комедийной группе Stir Friday Night, состоящей из американцев азиатского происхождения. Проработав четыре года в The Second City, Ён решил, что хочет развивать актёрскую карьеру. В октябре 2009 года он переехал в Лос-Анджелес.

### 2010—2016: Прорыв в «Ходячих мертвецах»
После переезда в Лос-Анджелес Ён пробовался на роль в пилотной серии нового комедийного сериала ABC «Неловкие ситуации для мужчин», но не получил её. Вместо этого ему предложили эпизодическую роль в одной из серий «Теории Большого взрыва». Вторые пробы для Ёна оказались успешными. Он получил роль Гленна, доставщика пиццы, оказавшегося в группе выживших в зомби-апокалипсисе, в драматическом сериале канала AMC «Ходячие мертвецы». Сериал стал самой рейтинговой программой в истории кабельного телевидения. Сезоны с третьего по шестой привлекли наибольшее количество зрителей в возрасте от 18 до 49 лет среди всех кабельных и эфирных телесериалов. Профессиональные телевизионные критики в основном положительно отзывались о сериале.
По мнению издания Variety, Ён сыграл ключевую роль в успехе шоу. Его персонаж прошёл путь от отважного молодого члена основной группы до признанного героя боевиков и секс-символа. Ён покинул шоу в 2016 году после премьеры седьмого сезона. В 2011 году он был номинирован за эту роль на премию «Сатурн», как лучший телеактёр второго плана.

### 2017—2020: Переход к фильмам
Ён снялся в боевике-ужастике Джо Линча «Погром». Фильм вышел в прокат 10 ноября 2017 года. В апреле 2016 года Ён был утверждён на роль в приключенческом боевике Пон Чжун Хо «Окча». Фильм участвовал в конкурсной программе Каннского кинофестиваля 2017 года и был выпущен на Netflix 28 июня 2017 года. Также Ён озвучил Бо в мультфильме «Путеводная звезда» 2017 года. Он снялся в чёрной комедии Бутса Райли «Простите за беспокойство» вместе с Лакит Стэнфилдом, Арми Хаммером и Тессой Томпсон. Фильм вышел в прокат 6 июля 2018 года и был показан на кинофестивале «Сандэнс» в январе 2018 года. Картина получила премию Национального совета кинокритиков США за лучший независимый фильм в 2019 году, а также награды за лучший сценарий и лучший дебют на премии «Независимый дух» в 2019 году.
В конце 2018 года Ён исполнил роль Бена в южнокорейском детективном фильме «Пылающий» режиссёра Ли Чхандона. Премьера фильма состоялась на Каннском кинофестивале 2018 года. Его игра в фильме получила высокую оценку критиков. Ён был удостоен премии за лучшую мужскую роль второго плана на премиях Ассоциации кинокритиков Лос-Анджелеса, Ассоциации кинокритиков Торонто, Круга кинокритиков Флориды и Национального общества кинокритиков в 2018 году. В конце 2018 года Ён получил главную роль в эпизоде ремейка телесериала «Сумеречная зона» от Джордана Пила.
В 2020 году Ён снялся и выступил исполнительным продюсером в иммигрантской драме Ли Айзека Чуна для A24 под названием «Минари». В фильме также снимались Юн Ёджон, Хан Йери, Алан Ким, Ноэль Кейт Чо, Уилл Паттон и Скотт Хейз. Фильм рассказывает о корейской иммигрантской семье, которая становится фермерами в Арканзасе. Ён включил в свою актёрскую игру собственный опыт иммигранта. Фильм был представлен на мировой премьере и получил две главные награды на кинофестивале «Сандэнс» в январе 2020 года. Ён был номинирован на премию «Оскар» за лучшую мужскую роль за работу в фильме «Минари». Он также стал первым американским актёром азиатского происхождения, который был номинирован на премию Гильдии киноактёров США за лучшую мужскую роль.
Ён озвучивает персонажей в анимационных телевизионных сериалах и фильмах. Среди его ролей: Аватар Ван во втором сезоне «Легенды о Корре» (2013), Стив Палчук в «Охотниках на троллей: Истории Аркадии» (2016—2018) и «Трое с небес: Истории Аркадии» (2018—2019), Кит в «Вольтрон: Легендарный защитник» (2016—2018), Натан Пак/Вингспэн в «Стретч Армстронг» (2017—2018), Като Младший в «Крайнем космосе» (2018—2021) и Спекл в «Тука и Берти» (2019—2022). Позже стало известно, что роль Стива Палчука будет продолжена в «Волшебниках», третьем сезоне трилогии «Истории Аркадии». Первый сезон «Трое с небес: Истории Аркадии» вышел на Netflix 21 декабря 2018 года, а второй и последний сезон — 12 июля 2019 года.

### 2021—наст. время: «Грызня» и признание
В настоящее время Ён озвучивает главного героя Марка Грейсона в анимационном супергеройском сериале «Неуязвимый», основанном на серии комиксов Роберта Киркмана. Премьера сериала состоялась на Amazon Prime в марте 2021 года.
В 2021 году он был включён в список «100 влиятельных людей мира» по версии журнала Time. В том же году он исполнил одну из главных ролей вместе с Джейн Ходишелл, Ричардом Дженкинсом и Эми Шумер в адаптации отмеченной наградами одноактной пьесе Стивена Карама «Люди». В 2022 году он снялся в научно-фантастическом фильме ужасов Джордана Пила «Нет» вместе с Дэниелом Калуя и Кеке Палмер, сыграв роль Рикки «Джуп» Парка, владельца вымышленного луна-парка «Сокровища Юпитера».
В 2023 году Ён снялся в мини-сериале жанра чёрной комедии от Netflix «Грызня» вместе с Эли Вонг, также выступив в качестве исполнительного продюсера. За свою роль он был удостоен премий «Эмми» в номинации «Лучшая мужская роль в мини-сериале или телефильме» и «Золотой глобус» в номинации «Лучшая мужская роль в мини-сериале или телефильме». Он стал вторым актёром азиатского происхождения, получившим «Золотой глобус» в этой категории.

## Личная жизнь
3 декабря 2016 года в Лос-Анджелесе Ён женился на Джоане Пак, которая работает фотографом. 17 марта 2017 года у пары родился сын Джуд Малкольм Ён. В апреле 2019 года у пары родилась дочь.
Он является давним поклонником баскетбольного клуба «Детройт Пистонс» и хоккейного клуба «Детройт Ред Уингз» и поддерживал Эндрю Яна на президентских выборах в США в 2020 году.

## Фильмография
| Год          |    | Русское название                        | Оригинальное название                  | Роль                      |
| ------------ | -- | --------------------------------------- | -------------------------------------- | ------------------------- |
| 2009         | ф  | Меня зовут Джерри                       | My Name Is Jerry                       | Чез                       |
| 2010         | с  | Теория Большого взрыва                  | The Big Bang Theory                    | Себастьян                 |
| 2010—2016    | с  | Ходячие мертвецы                        | The Walking Dead                       | Гленн Ри                  |
| 2011         | с  | Закон и порядок: Лос-Анджелес           | Law & Order: LA                        | Кен Хасуи                 |
| 2011         | ф  | Момент молодёжи                         | A Moment of Youth                      | н/д                       |
| 2011         | с  | Хранилище 13                            | Warehouse 13                           | Гибсон Райс               |
| 2012         | с  | Спецназ: Сан-Диего                      | NTSF:SD:SUV::                          | Рикки Микер (эпизод)      |
| 2012         | с  | Сложнее, чем кажется                    | Harder Than it Looks                   | Стивен                    |
| 2013         | мс | Аватар: Легенда о Корре                 | The Legend of Korra                    | Аватар Ван                |
| 2014         | с  | Пьяная история                          | Drunk History                          | Дэниел Иноуи              |
| 2014         | ф  | Я — начало                              | I Origins                              | Кенни                     |
| 2016—2018    | мс | Вольтрон: Легендарный защитник          | Voltron: Legendary Defender            | Кит                       |
| 2016—2018    | мс | Охотники на троллей: Истории Аркадии    | Trollhunters: Tales of Arcadia         | Стив Палчук               |
| 2017         | ф  | Погром                                  | Mayhem                                 | Дерек Чо                  |
| 2017         | ф  | Окча                                    | Okja                                   | К                         |
| 2017         | мф | Путеводная звезда                       | The Star                               | ослик Бо                  |
| 2018         | ф  | Пылающий                                | Burning                                | Бен                       |
| 2018—2021    | мс | Крайний космос                          | Final Space                            | Като Младший              |
| 2019         | с  | Сумеречная зона                         | The Twilight Zone                      | А. Тревелер               |
| 2020         | ф  | Минари                                  | Minari                                 | Джейкоб Ли                |
| 2021 — н. в. | мс | Неуязвимый                              | Invincible                             | Марк Грейсон / Неуязвимый |
| 2021         | ф  | Люди                                    | The Humans                             | Ричард                    |
| 2022         | ф  | Нет                                     | Nope                                   | Рики «Юп» Пак             |
| 2023         | с  | Грызня                                  | Beef                                   | Дэнни Чо                  |
| 2024         | ф  | Люби меня                               | Love Me                                | Он                        |
| 2025         | ф  | Микки 17                                | Mickey 17                              | Тимо                      |
| 2026         | мф | Легенда об Аанге: Последний маг воздуха | The Legend of Aang: The Last Airbender |                           |
| 2026         | ф  | Лакомый кусок                           | The Rip                                |                           |
|              | ф  | Животные                                | Animals                                |                           |

## Награды и номинации
Полный список наград и номинаций на сайте IMDb.com
| Награда                                     | Год  | Категория                                         | Название работы  | Результат |
| ------------------------------------------- | ---- | ------------------------------------------------- | ---------------- | --------- |
| Оскар                                       | 2021 | Лучшая мужская роль                               | Минари           | Номинация |
| Выбор критиков                              | 2021 | Лучшая мужская роль                               | Минари           | Номинация |
| Независимый дух                             | 2021 | Лучшая мужская роль                               | Минари           | Номинация |
| Премия Гильдии киноактёров США              | 2021 | Лучшая мужская роль                               | Минари           | Номинация |
| Премия Гильдии киноактёров США              | 2021 | Лучший актёрский состав                           | Минари           | Номинация |
| Спутник                                     | 2012 | Лучший актёрский состав в телесериале             | Ходячие мертвецы | Победа    |
| Спутник                                     | 2021 | Лучшая мужская роль                               | Минари           | Номинация |
| Ассоциация кинокритиков Лос-Анджелеса       | 2018 | Лучшая мужская роль второго плана                 | Пылающий         | Победа    |
| Большой колокол                             | 2018 | Лучшая мужская роль второго плана                 | Пылающий         | Номинация |
| Голубой дракон                              | 2018 | Лучшая мужская роль второго плана                 | Пылающий         | Номинация |
| Международный кинофестиваль в Санта Барбаре | 2019 | «Премия Виртуозов»                                | Пылающий         | Победа    |
| Сатурн                                      | 2011 | Лучший телеактер второго плана                    | Ходячие мертвецы | Номинация |
| Сатурн                                      | 2012 | Лучший актёрский состав в сериале                 | Ходячие мертвецы | Победа    |
| Сатурн                                      | 2019 | Лучший киноактер второго плана                    | Пылающий         | Номинация |
| Американский институт кинематографии (AFI)  | 2023 | 10 лучших телевизионных программ года             | Грызня           | Победа    |
| Эмми                                        | 2023 | Лучший актёр в мини-сериале или фильме            | Грызня           | Победа    |
| Эмми                                        | 2023 | Лучший мини-сериал                                | Грызня           | Победа    |
| Золотой глобус                              | 2024 | Лучший актёр в мини-сериале или телефильме        | Грызня           | Победа    |
| Золотой глобус                              | 2024 | Лучший мини-сериал или телефильм                  | Грызня           | Победа    |
| Выбор критиков                              | 2024 | Лучшая мужская роль в мини-сериале или телефильме | Грызня           | Победа    |
| Выбор критиков                              | 2024 | Лучший мини-сериал                                | Грызня           | Победа    |
| Премия Гильдии киноактёров США              | 2023 | Лучшая мужская роль в мини-сериале или телефильме | Грызня           | Победа    |
| Премия Гильдии продюсеров США               | 2023 | Лучший мини-сериал                                | Грызня           | Победа    |
| Независимый дух                             | 2024 | Лучший сериал                                     | Грызня           | Победа    |
| Независимый дух                             | 2024 | Лучшая главная роль в сериале                     | Грызня           | Номинация |
| Спутник                                     | 2024 | Лучший мини-сериал или телефильм                  | Грызня           | Номинация |
| Спутник                                     | 2024 | Лучший актёр в мини-сериале или телефильме        | Грызня           | Номинация |